# Casalarreina
Casalarreina is een gemeente in de Spaanse provincie en regio La Rioja met een oppervlakte van 8,13 km². Casalarreina telt 1.193 inwoners (1 januari 2016).